# Palais Scheffler
Pour les articles homonymes, voir Scheffler.

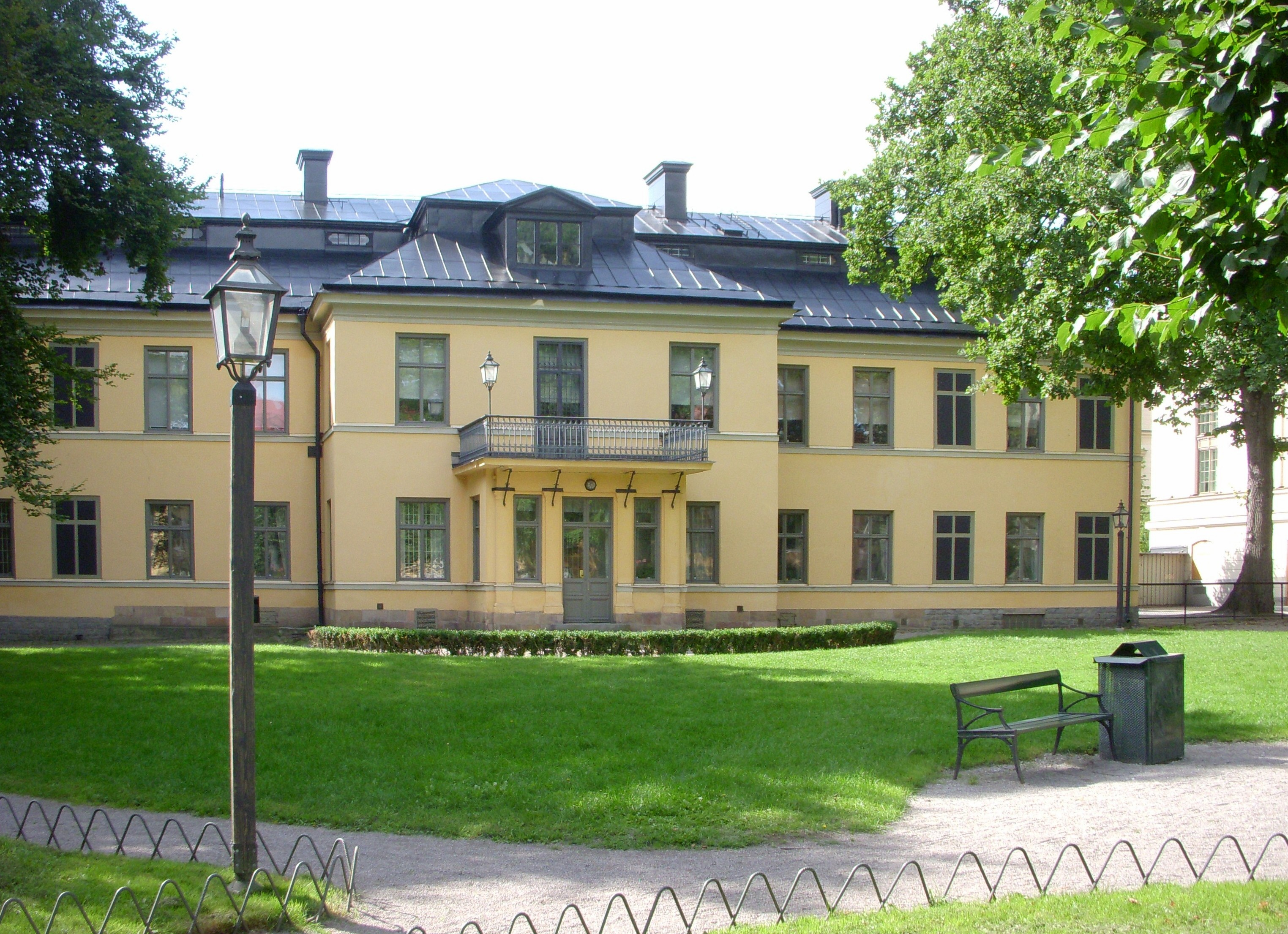
Palais Scheffler (2008)

Le palais Scheffler (en suédois : Schefflerska palatset) est un manoir situé à Drottninggatan  à Stockholm, en Suède.

## Histoire
Le manoir a été construit dans les années 1690 par le marchand Hans Petter Scheffler (décédé en 1707). Il achète le terrain en 1697 et s'y installe vers 1700. Dans les années 1875-1876, une rénovation est effectuée sous la direction de l'architecte Axel Kumlien (1833-1913). La propriété est restée une résidence privée au cours des 18e et 19e siècles. La maison avait une entreprise de café, Café Petissan, dans les années 1870-1907. Depuis les années 1920, le domaine appartient à l'Université de Stockholm. Johan Adolf Berg (1827-1884), créateur d'une entreprise de génie civil prospère, a légué sa collection d'art des années 1500 aux années 1800 ainsi que du verre Orrefors à l'Université de Stockholm, collection exposée au palais Scheffler,.